# Кадуб
Кадуб (араб. قاضب‎) — также известный как Катуб, Кадхуб или Кадиб — город на острове Сокотра. Он расположен в районе Хидайбу недалеко от аэропорта Сокотра. Его население составлялет 929 человек. Это третий по величине город Сокотры.